# Jewish World Review
Jewish World Review — политически консервативный онлайн-журнал, основанный в 1997 году, обновляемый с понедельника по пятницу (за исключением официальных праздников и святых дней), который стремится обратиться к «людям веры и тем, кто заинтересован в получении дополнительной информации о современном иудаизме от евреев, которые относятся к своей религии серьёзно».
Он публикует информационные статьи, связанные с иудаизмом, десятки колонок, написанных в основном политически консервативными авторами, как евреями, так и неевреями, колонки с советами по ряду вопросов и карикатуры. 

## Руководство
Основатель и главный редактор Биньямин Л. Жолковский — выпускник раввинской школы и бывший корреспондент израильской ежедневной газеты «Ятед Нееман». В 2023 году Жолковский заявил, что этот сайт теперь «один из старейших сохранившихся некорпоративных сайтов в сети». 

## Аудитория
Хотя журнал создан для ортодоксальных евреев, Жолковский сказал, что ищет более широкую читательскую аудиторию, потому что "есть много христиан, которые придерживаются еврейских ценностей лучше, чем некоторые евреи". 

## Политическая позиция
В первом выпуске журнала говорилось, что он не будет «проповедническим или партийным». Центр СМИ и демократии описывает его как «политически консервативный и религиозно настроенный».
Как выразился по поводу политической ориентации своего журнала главный редактор Жолковский: «Трудно понять религиозного человека, который голосует за демократов… Маймонид, великий еврейский философ, сказал, что существует десять уровней благотворительности, цдаки. Самый высокий уровень — сделать человека самодостаточным, и это похоже на то, что хочет сделать Республиканская партия».